# Migori County
Migori County is een county en voormalig Keniaans district in de voormalige provincie Nyanza. Het district telde 514.897 inwoners (1999) en had een bevolkingsdichtheid van 257 inw/km². Ongeveer 4,3% van de bevolking leeft onder de armoedegrens en ongeveer 48,0% van de huishoudens heeft beschikking over elektriciteit.